# Бегомльский район
Бего́мльский район (бел. Бягомльскі раён) — административно-территориальная единица в составе Белорусской ССР, существовавшая в 1924—1960 годах. Центр — местечко (с 1938 — городской посёлок) Бегомль.

## История
Бегомльский район был образован в 1924 году в составе Борисовского округа. В 1926 году площадь района составляла 1297 км², а население 28,0 тыс. чел. В 1927 году район с упразднением Борисовского округа был передан в Минский округ.
В 1930 году, когда была упразднена окружная система, Бегомльский район перешёл в прямое подчинение БССР. В 1935 году включён в состав вновь образованного Лепельского округа. При введении областного деления в 1938 году включён в Минскую область.
По переписи 1939 года, в районе проживали 37 821 человек: 34 857 белорусов (92,2 %), 981 русских, 841 поляк, 486 евреев, 463 украинца и 193 представителя других национальностей.
По данным на 1 января 1947 года район имел площадь 1,3 тыс. км². В его состав входил городской посёлок Бегомль и 10 сельсоветов: Березинский, Березковский, Витуничский, Глинский, Домжерицкий, Иканский, Кадлубищенский (центр — д. Осетище), Мстижский, Недальский, Осовский.
По переписи 1959 года, в районе проживало 28 376 человек.
20 января 1960 года Бегомльский район был упразднён, а его территория разделена между Борисовским районом Минской области, а также Докшицким и Лепельским районами Витебской области.
В состав Борисовского района Минской области переданы сельсоветы Иканский и Мстижский; в состав Лепельского района Витебской области — Домжерицкий сельсовет (за исключением населенных пунктов Бедено, Слобода и Федорки); в состав Докшицкого района Витебской области — сельсоветы Березковский, Березинский, Внтуничский, Глинский, Осовской, городской поселок Бегомль с подчинёнными поселковому Совету населёнными пунктами и населённые пункты Бедено, Слобода и Федорки Домжерицкого сельсовета.